# Даміан I Єрусалимський
Даміан I (10 липня 1848 — 14 серпня 1931) — грецький православний патріарх Єрусалиму і всієї Палестини з 1897 по 1931 рік.

## Біографічні дані
Він народився в Маратокампосі, Самос, а його батьків звали Костянтин і Єлизавета. Не вивчав богослов'я. У 20 років він одружився з дочкою священика, але незабаром його дружина і дочка померли. У 1872 році він відправився в Єрусалим, а в 1873 році постригся в ченці і вступив до Братства Гробу Господнього.
Після висвячення вперше служив в Єрусалимському подвір’ї в Таганрозі, де вивчивросійську мову. Зведений у сан архімандрита. Згодом був представником Єрусалимського патріархату в Тбілісі, а з 1887 року в Константинополі. У 1893 році Патріарх Герасим I висвятив його на єпископа Філадельфійського і призначив патріаршим вікарієм Вифлеєму. У 1896 р. представляв Єрусалимський патріархат на коронації царя Миколи II у Москві.

Патріарх Даміан входить у хресний хід у храмі Воскресіння Христового (близько 1915 р.)

### Патріар
Після смерті Герасима 10 липня 1897 року Даміан був обраний його наступником і 15 серпня інтронізований. За свідченням сучасників, Даміан користувався загальною повагою за своє бездоганне життя і лагідний характер, але ця доброта і нерішучість не дозволяли йому з належною суворістю керувати духовенством і народом.
Восени 1908 р. в Палестині почалися демонстрації корінного арабського православного населення з вимогами рівних прав для арабів і греків, прийняття арабомовних на відповідальні церковні посади та створення змішаної ради духовенства для управління православ’ям. Священний Синод відхилив усі прохання і, оскільки його члени підозрювали, що Патріарх намагається досягти компромісу з арабами, 13 грудня 1908 р. вони оголосили його ізгоєм. Дане рішення було ратифіковано Вселенським Патріархатом та іншими Церквами. Архієпископ Тиверіадський Мелетій очолив церкву, а після його смерті в лютому 1909 року, це зробив митрополит Назарет Феофаніс. Однак Даміан ніколи не вважав себе обділеним і ніколи не йшов у відставку. У палестинських містах спалахнули бурхливі протести православних арабів з вимогою повернути патріарха, а грецьких священнослужителів було вигнано з Яффо та Назарету.  Даміана підтримав російський консул в Єрусалимі Круглов. Нарешті 16 лютого 1909 року Священний Синод скасував денонсацію грудня 1908 року. У 1909 році конфлікти привели до закриття Богословської школи Святого Хреста і до вигнання від Даміана двох старших членів Братства Агіотафітів: секретаря Патріархату Мелетія Метаксакіса і ректора Богословської школи Хрисостома Пападоса.
Під час Першої світової війни незалежність релігійних громад була припинена, християни були мобілізовані, а економіка регіону постраждала. Голод і холера призвели до втрат тисяч людей. Восени 1917 року військові дії досягли палестинської території. У листопаді, коли фронт наближався до Єрусалиму, турки захопили Даміана і вислали його до Дамаска. До осені 1918 року Британія окупувала весь Близький Схід, і за підтримки британської влади 23 грудня 1918 року Даміан повернувся на своє місце. Ще дві кризи відбулися в 1920 і 1924 роках. Розуміючи нову ситуацію, Даміан підтримував добрі відносини з британською владою і звернувся до англіканської церкви. У 1925 році він відвідав Лондон для святкування 1600-річчя скликання Першого Вселенського Собору.

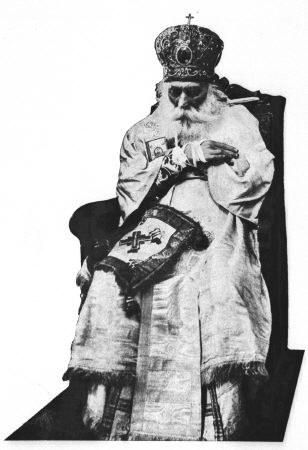
Патріарх Даміан у похилому віці

9 липня 1929 року Патріарх переніс інсульт, отримав геміплегію і відтоді залишається прикутим до ліжка. Помер 14 серпня 1931 року.